# Francesco Gigli
Francesco Gigli o en polaco: Franciszek Lilius, (fallecido en Gromnik, cerca de Tarnów, agosto o septiembre de 1657) fue un compositor y maestro de capilla polaco de origen italiano.

## Vida
Era el hijo de Vincenzo Gigli, compositor italiano activo en Polonia. Es posible que su hijo Francesco, naciese en Polonia. En 1625 se formó musicalmente con Girolamo Frescobaldi en Roma.
Antes de 1630 pertenecía a la capilla de música de la corte del rey Segismundo III Vasa en Varsovia, desde donde se desplazó a Cracovia en enero de 1630, contratado como maestro de la capilla musical rorantista, un coro que estaba activo en la Catedral de Wawel. En Cracovia se convirtió en una autoridad musical indiscutible. Actuó con la capilla en ceremonias de la Universidad Jaguelónica y de las clases altas de la ciudad. Además, Gigli dirigía una especie de academia de música en su casa: educaba a niños tiples, que posteriormente eran buscados por las capillas musicales de los nobles e incluso por la capilla real.
Consiguió una posición elevada, lo que lo llevó a buscar constantemente nuevas prebendas, la canonjía en la colegiata de Sandomierz, la rectoría en Żębocin o la canonjía en Tarnów. No está claro si Gigli fue ordenado sacerdote o sólo diácono. Mantuvo contactos intensivos con diversas cortes aristocráticas, como las de Łukasz y Krzysztof Opaliński, Stanisław Lubomirski y Domoinik Zasławski entre otros, a quienes proporcionó composiciones y también honró en las celebraciones con actuaciones de su capilla de música.
Murió cerca de Tarnów, donde se refugió durante la invasión sueca.

## Obra
Estuvo muy influenciado por Marco Scacchi y Tarquinio Merula, compositores activos en la corte del rey Segismundo III. La obra de Gigli mantiene el estilo de la prima pratica, que probablemente tuviera un propósito puramente local, ya que aquí dominan los arreglos para un grupo de voces masculinas, es decir, para su capilla musical rorantista. En su mayoría se trata de composiciones basadas en el cantus firmus tradicional, muy sencillas de técnica de prima pratica o introduciendo el contrapunto ornamental; los párrafos imitativos aparecen con menos frecuencia. Gigli también es el autor de composiciones religiosas a cuatro voces, publicadas con texto en polaco, en las que la melodía se coloca en la voz más alta como una «voz para el populacho».
Compuso misas, motetes, salmos, letanías, magnificats, arias y cantos. De las 75 composiciones conocidas hoy en día, solo una pequeña parte ha sobrevivido.
Obra conservada:
- Missa breve
- Misa Tempore Pascual
- Confitebor tibi Domine
- Domine Rex Dios
- Haec muere quam fecit Dominus
- Amor Deo omnis terra